# Misteri. I racconti gialli di Isaac Asimov
Misteri. I racconti gialli di Isaac Asimov (Asimov's Mysteries) è un'antologia di racconti gialli fantascientifici di Isaac Asimov, del 1968. Contiene 13 storie scritte fra il 1955 e il 1967, insieme ad alcuni commenti dell'autore, originariamente pubblicati su riviste. 
Quattro racconti della raccolta (La campana canora, La pietra parlante, La notte morente e La chiave) hanno come protagonista Wendell Urth, un eminente extraterrologo (scienziato esperto di mondi alieni e della vita che si potrebbe essere formata su di essi). Urth è eccentrico nella sua fobia per tutte le forme meccanizzate di trasporto (un'esagerazione della paura di volare di Asimov). Come descrizione fisica di Urth somiglia molto a Norbert Wiener.
Esiste anche un'altra antologia con identica raccolta, commentata da Asimov, con titolo "La chiave e altri misteri", pubblicata nel 1975 da Fanucci Editore.

## Elenco dei racconti
- La campana canora (The Singing Bell, da The Magazine of Fantasy and Science Fiction nel gennaio 1955)
- La pietra parlante (The Talking Stone, da The Magazine of Fantasy and Science Fiction, ottobre 1955)
- Che cos'è un nome? (What's in a Name?, da The Saint Detective Magazine, giugno 1956)
- La notte morente (The Dying Night, da The Magazine of Fantasy and Science Fiction, luglio 1956)
- Paté de foie gras (Pâté de Foie Gras, da Astounding Science Fiction, settembre 1956)
- La polvere della morte (The Dust of Death, da Venture Science Fiction, gennaio 1957)
- Una nicchia nel tempo (A Loint og Paw, da The Magazine of Fantasy and Science Fiction, agosto 1957)
- A Marsport senza Hilda (I'm in Marsport without Hilda, da Venture Science Fiction, novembre 1957)
- Naufragio al largo di Vesta (Marooned off Vesta, da Amazing Stories, marzo 1939)
- Anniversario (Anniversary, da Amazing Stories, marzo 1959)
- Necrologio (Obituary, da The Magazine of Fantasy and Science Fiction, agosto 1959)
- La luce delle stelle (Star Light, da Scientific American, ottobre 1962)
- La chiave (The Key, da The Magazine of Fantasy and Science Fiction, ottobre 1966)
- La palla da biliardo (The Billiard Ball, da The Magazine of Fantasy and Science Fiction, marzo 1967)

I racconti sono in ordine di pubblicazione, ad eccezione di Naufragio al largo di Vesta, il primo racconto pubblicato da Asimov, che non è un giallo ed è presente soltanto come introduzione al racconto Anniversario, che si svolge nello stesso contesto.

## Edizioni
- Isaac Asimov, La chiave e altri misteri, traduzione R. Rambelli, Fanucci, 1975 pp. 285  -     Isaac Asimov, Misteri - I racconti gialli di Isaac Asimov, traduzione di Roberta Rambelli, Fanucci, 2003,  p. 278, ISBN 88-347-0951-9.